# Heteromeringia nigrifrons
Heteromeringia nigrifrons är en tvåvingeart som beskrevs av Kertesz 1903. Heteromeringia nigrifrons ingår i släktet Heteromeringia och familjen träflugor.
Artens utbredningsområde är Peru. Inga underarter finns listade i Catalogue of Life.